# Don't Let Up
Don't Let Up è il dodicesimo album in studio del gruppo musicale statunitense Night Ranger, pubblicato il 24 marzo 2017 dalla Frontiers Records.

## Tracce
1. Somehow Someway – 4:40 (Jack Blades, Brad Gillis, Kelly Keagy, Keri Kelli)
2. Running Out of Time – 4:25 (Blades, Gillis, Keagy)
3. Truth – 4:26 (Blades, Gillis, Keagy, Kelli)
4. Day and Night – 5:21 (Blades, Gillis, Keagy)
5. Don't Let Up – 4:19 (Blades, Gillis, Keagy, Kelli)
6. (Won't Be Your) Fool Again – 5:20 (Blades, Gillis, Keagy)
7. Say What You Want – 4:16 (Blades, Gillis, Keagy)
8. We Can Work It Out – 4:02 (Blades, Gillis, Keagy)
9. Comfort Me – 5:10 (Blades, Gillis, Keagy, Kelli)
10. Jamie – 3:58 (Blades, Gillis, Keagy)
11. Nothing Left of Yesterday – 4:38 (Blades, Gillis, Keagy)

## Formazione
- Jack Blades – voce, basso
- Keri Kelli – chitarra
- Brad Gillis – chitarra
- Eric Levy – tastiere
- Kelly Keagy – batteria, voce